# Lernout & Hauspie
Lernout & Hauspie was een door Jo Lernout, Pol Hauspie en Nico Willaert opgericht spraaktechnologiebedrijf. Voluit heette het Lernout & Hauspie Speech Products. Het bedrijf begon in 1987 en groeide eind jaren negentig sterk, maar ging in 2001 failliet waarna een grote rechtszaak wegens fraude volgde.

## Oprichting en uitbreiding
Jo Lernout en Pol Hauspie begonnen in 1987 met een bedrijf in spraaktechnologie. Pol Hauspie was boekhouder, Jo Lernout verkocht computers. Samen hadden ze de visie om computers met de stem te laten bedienen. 
Het bedrijf was gespecialiseerd in de ontwikkeling van spraakherkenning, spraaksynthese en spraakcompressie. Eind 1995 ging het bedrijf naar de NASDAQ en was daarmee het eerste Belgische bedrijf op deze technologiebeurs. In de jaren daarna nam Lernout & Hauspie verschillende verwante bedrijven over.
In 1998 nam Microsoft een aandelenbelang van 8% ter waarde van 45 miljoen dollar in de onderneming. Ook sloten beide bedrijven een samenwerkingsovereenkomst: Microsoft wilde de spraaktechnologie van Lernout & Hauspie integreren in de eigen producten, zoals het besturingssysteem Windows – wat ook gebeurd is: bijdragen van L&H vormden een belangrijk onderdeel van Microsoft Speech API dat in 2000 werd geïntroduceerd. Deze deal trok veel aandacht waarmee L&H nog meer kapitaal kon aantrekken en concurrenten kon overnemen. Ook veel Vlaamse particuliere beleggers en – via de Vlaamse Participatiemaatschappij – de Vlaamse overheid hadden een belang.

## Locatie
Het bedrijf was gevestigd in Ieper en had daar sinds 1999 een nieuw hoofdkantoor in de zogenaamde Flanders Language Valley (‘Vlaanderen Taalvallei’), een bedrijvenpark dat hiervoor speciaal gebouwd was. De naam verwees naar de Silicon Valley. Later kwamen ook verwante bedrijven zich er vestigen.

## Faillissement
Het bedrijf kwam eind 2000 in opspraak na onderzoek door The Wall Street Journal omtrent het bestaan van spookbedrijven en boekhoudkundige onregelmatigheden met het doel de koers van de aandelen de hoogte in te jagen. Tussen 1996 en 1999 rapporteerde L&H een omzet van 60 miljoen dollar aan twee Belgische bedrijven Dictation Consortium en Brussels Translation Group, maar dat was een fictieve omzet. Toen het bericht bekend werd kelderde de aandelenkoers en uiteindelijk ging L&H in 2001 failliet. De spraaktechnologieafdeling van L&H werd overgenomen door het Amerikaanse Scansoft, later zelf omgevormd tot Nuance Communications.

## Fraude
Op maandag 22 mei 2007 startte het strafproces tegen Lernout en Hauspie, het grootste fraudeproces ooit in België. Op 9 oktober 2007 werd voor de oprichters een gevangenisstraf van 5 jaar geëist waarvan 2 jaar voorwaardelijk, alsmede een strenge geldboete, aangezien zij door fraude menig bedrijf én investeerder in moeilijkheden hadden gebracht. Op 20 september 2010 was de definitieve uitspraak in de zaak: het hof van beroep in Gent oordeelde dat Jo Lernout, Pol Hauspie, Nico Willaert en Gaston Bastiaens wel degelijk schuldig waren aan valsheid in geschrifte en het knoeien met de resultaten van hun vroegere bedrijf. De oprichters werden veroordeeld tot 5 jaar gevangenisstraf, waarvan 2 jaar voorwaardelijk. Ook enkele van de overige beklaagden werden veroordeeld tot een gevangenisstraf.
Pas in 2014, na procedures voor het Hof van Cassatie, konden 15.000 gedupeerde beleggers een burgerlijke rechtszaak aanspannen om een schadevergoeding te verkrijgen. Deze burgerlijke rechtszaak sleepte, net als het strafproces, jaren aan. In 2019 besliste het advocatenkantoor Deminor, dat 10.000 van de beleggers vertegenwoordigde, om hun schadeclaims ter waarde van 250 miljoen euro te laten vallen omdat de aansprakelijke partijen ze toch niet zouden kunnen betalen. Eind 2020 werd bekendgemaakt dat het Gentse hof van beroep te vroegste eind 2021 uitspraak zou doen over de schadevergoedingen aan de overblijvende 8.000 à 9.000 partijen.
Op 10 december 2021 heeft het Hof van Beroep te Gent Jo Lernout, Pol Hauspie en vier andere directeurs veroordeeld tot het betalen van een schadevergoeding ten belope van meer dan 655 miljoen euro, waarvan 608 miljoen euro ten voordele van de boedel en 47 miljoen euro aan de 4336 aandeelhouders van het bedrijf. Bedrijfsrevisor KPMG, waarvan de aansprakelijkheid al in 2017 was afgewezen, kreeg een symbolische schadevergoeding van 1 euro toegewezen.

## Links
- Lernout & Hauspie: de steile opgang en plotse neergang, vrtnieuws.be, 7 november 2016